# 一色俊作
一色 俊作（いっしき しゅんさく、1937年7月22日 - 2013年4月24日）は、日本の高校野球指導者。元愛媛県立松山商業高等学校野球部員で、後に監督として愛媛の高校野球の基礎を作った。

## 経歴・人物

### 生い立ちから選手時代
愛媛県松山市生まれ。愛媛県立松山商業高校1年時にチームは第35回全国高等学校野球選手権大会に出場し優勝するが、自身は新入生ということで母校で練習に打ち込んでいた。その後、卒業まで甲子園出場経験はなく、明治大学に進む。当時の明大野球部・島岡吉郎監督から選手より指導者を勧められた。卒業後サラリーマンとして働いていたが、野球への未練が断ち切れず1年で退職した。

### 上浮穴高、母校・松山商業高指導者時代（1960年～1974年）
1960年に愛媛県立上浮穴高校で監督を務めたのを皮切りに、1961年母校・松山商業の職員（実習助手）として着任し、野球部コーチに就任した。1963年第14代目監督に就任したがすべての面で若かったことを悟り、先輩で当時丸善石油でコーチを務めていた篠崎治郎氏に監督の座を譲り帝王学を学んだ。1966年8月31日に再度監督に就任。同年秋の国体で優勝し結果を出した。1969年、第51回全国高等学校野球選手権大会の青森県立三沢高校との決勝戦は高校野球史上初めてとなる延長18回引き分け再試合の激闘となった名勝負であり、「伝説の試合」として今でも語り継がれている。この対戦に勝利をおさめ全国制覇を成し遂げた。「全国優勝できないなら、準優勝も県大会の1回戦負けも同じだ」というのが彼の口癖であった。公立高校の指導者としては和歌山県立箕島高等学校の尾藤公監督と並び称される名将だった。夏の甲子園期間中の1974年8月16日に「外部から野球を見たくなった。」ことを理由に監督を退任した。

### 第1次帝京五高指導者時代（1976年～1985年）
1976年秋から1985年6月末まで帝京五高校監督を務め、愛媛県内でも上位が争えるまでに鍛え上げた。

### 新田高指導者時代（1985年～1993年）
1985年8月1日、甲子園出場を目指すライバル校の新田高校に招聘され林隆啓監督の後任として就任することが発表された。（なお、林監督は松山商業野球部OBで自身が松山商業の監督を務めていた時期にはコーチを務めていた。）1990年に新田が初出場した第62回選抜高等学校野球大会では、チームを準優勝に導いているが、この大会での準決勝の北陽対新田は名勝負として数えられている。更に2回戦の日大藤沢戦と準決勝の北陽戦はサヨナラホームランでの勝利をおさめている。一大会1チーム2度のサヨナラホームランを記録しているのは春夏通じて新田のみである 。終盤の逆転劇や粘り強さから「ミラクル新田」といわれた。1989年と1990年の夏の愛媛大会ではチームを2年連続で決勝戦に導いているがいずれも惜敗し、同校の悲願でもある夏の甲子園出場はならなかった。この事について後に「一着と二着は全然違う。優勝できなかったのは大きな反省材料」と語っている。1993年9月8日に「後進に道を譲る」として監督退任が発表された。

### 第2次帝京五高指導者時代（1994年～1999年）
1994年4月より帝京五高校に復帰し、同年の夏の大会後より同校の監督に再度就任した。「天下を取ってみたい」と意欲を見せていたが、1999年8月28日に体調不良を理由に退任したことが発表された。

### 監督引退後
引退直後の1999年11月6日甲子園球場にて1969年当時の松山商業、三沢両校のメンバーが集まりOB戦が行われた。結果は13-8で松山商業OBが勝利している。自身は松山商業監督として指揮を取った。2007年から帝京五高校の総監督へ就任し月に3回ほど自宅のある松山市から学校のある大洲市へ通い指導を行っていた。また、指揮を取っていた学校へ顔を出しチームの相談や指導を行い、OB戦への出席や球場へ足を運び試合観戦をするなど元気な姿を見せていたが、2013年4月24日に虚血性心不全のため死去。75歳没。戒名は「最勝院球道俊誉居士」。墓所は愛媛県松山市の大宝寺にある。

### 死去後
2016年11月13日に大洲総合運動公園野球場にてかつて指導した松山商業、新田、帝京第五の3校合同による追悼交歓試合が行われた。

## エピソード
松山商業時代はスパルタ指導で選手を徹底的に鍛え上げ“鬼の一色”と恐れられた。また、左右に打ち分けるノックがうまく、「守りの一色野球」と呼ばれ、「守りこそ最大の攻撃」が伝統の松山商業の練習は、午前零時を回ることが度々あり、練習の8割が守備練習だったと、1969年に優勝した当時の松山商業・エースだった井上明は語っている。また、井上はキャッチャー・大森がストライクゾーンいっぱい構えたミットに連続10球、やや広いゾーンなら連続30球を通さないと解放してもらえなかったという。一方、新田高校監督就任後は、金属バットの導入などにより時代の変化と選手気質の違いに直面し手法を180度転換した。これまでの守り一辺倒から脱却し、守りにプラスして攻撃力を強化、週1回のエアロビクスを練習に取り入れた。また、選手と一緒に銭湯に行くなど触れ合いを大切にし、“仏の一色”と言われるようになった。
相手チームの作戦を読むことがうまかった。1969年51回大会決勝（対三沢高戦）の延長16回裏の守りで1死満塁カウント2ストライク2ボールのピンチでバッテリーがスクイズを外し併殺でしのいだ場面では、「相手が何か仕掛けてくる」と見た一色がさりげなく帽子を取り「ボールを外せ」のサインを出していた。
指導した3校の部員に対して、「エースやレギュラーは野球だけでなく、学校生活もきちんとして、信用される人間でなければならない」と野球だけでなく人間教育にも力を入れていた。
信条は「何くそ、負けん」。座右の銘は「負けて泣くな、勝って泣け」。新田高校野球部グラウンドの隅には、自身の功績を称えてOB会が建立した石碑があり、この座右の銘が刻まれている。
新田高校監督在任時に母校・明治大学のユニフォームを参考にモデルチェンジを行っている。現在もそのユニフォームは継承されている。
新田高校監督時代の1990年夏の愛媛大会決勝戦（1990年7月28日）と帝京五高校監督時代の1996年夏の愛媛大会決勝戦（1996年7月29日）は、かつての教え子・澤田勝彦監督率いる松山商業との対戦となり師弟対決として注目された。いずれの対戦も僅差で敗れている。
1996年夏の甲子園で松山商業が全国制覇を成し遂げた際には祝福のコメントを寄せている。

## 主な教え子

### 松山商業時代
- 千田啓介（巨人→ロッテ）
- 山下律夫（近大→大洋→クラウン・西武→南海）
- 藤原満（近大→南海）
- 末永正昭（中央大→熊谷組→阪神）
- 西本明和（広島）
- 玉井信博（東洋大→三協精機→巨人→太平洋・クラウン・西武）
- 谷岡潔（大洋→阪急）
- 井上明（明治大→三菱重工長崎→朝日新聞スポーツ部記者）
- 西本聖（巨人→中日→オリックス→巨人）
- 澤田勝彦（駒澤大学→松山商業コーチ・監督）

### 新田高校時代
- 宮下典明（近鉄）
- 山本雅章（近畿大→プリンスホテル）
- 松本洋介（明治大→いすゞ自動車→西濃運輸）
- 堀内勝也（NTT関西）

### 帝京五高校時代
- 矢野諭（日本ハム）

## 甲子園での成績
（松山商業監督時代）
- 春：出場1回・0勝1敗
- 夏：出場2回・7勝1敗1分・優勝1回（1969年）

（新田高校監督時代）
- 春：出場1回・4勝1敗・準優勝1回（1990年）

- 通算：出場4回・11勝3敗1分・優勝1回、準優勝1回[5]。

## キャリア・経歴
- 全国高等学校野球選手権大会優勝1回（1969年）